# Su-11攔截機
苏霍伊Su-11攔截機（北約代號：Fishpot-C)是一種於1960年代被前蘇聯所使用的單座攔截機。該飛機於1964年投入使用，1985年退役。該機型飛機一共建造了108架。
Su-11是苏霍伊Su-9（Fishpot-B）拦截机的升级版，具有更先进的雷达、更强大的发动机和更大的燃油容量。 除此之外，Su-11使用了和Su-9一样的三角翼，后掠垂尾和雪茄形的机身，也同样采用机头进气，但是头锥加长加大，以容纳功率更强大的“鹰”截击雷达火控系统。她亦安装了一台推力更大的“留里卡” AL-7F-1型涡轮喷气发动机。 不過，Su-11的能力仍然有限，很快被更先进的飞机取代，如苏霍伊Su-15。
Su-11于1958年首飞，并于1964年投入使用。該飞机可以装备當時的反坦克導彈、短程空對空導彈和中程空對空導彈，并配备有用于目标检测和跟踪的雷达系统。值得一提的是，該攔截機並未配備機砲。
尽管Su-11在苏联空军中服役时间不长，但它在苏联航空工业的发展中仍具有重要意义。它的设计和技术为后续的苏联战斗机提供了重要的经验和基础，为苏联航空工业的发展作出了贡献。 

## 詳細資料

### 性能：
- 引擎：“留里卡”AL-7F-1型渦輪噴氣發動機[2]
- 最高速度：2340公里/小時
- 空氣動力上限：17000米
- 爬升速度：8320米/分鐘

### 尺寸和重量：
- 長度：18.0米
- 寬度：8.43米
- 高度：4.88米
- 淨重：9000公斤
- 最大起飛重量：13600公斤

### 武裝:

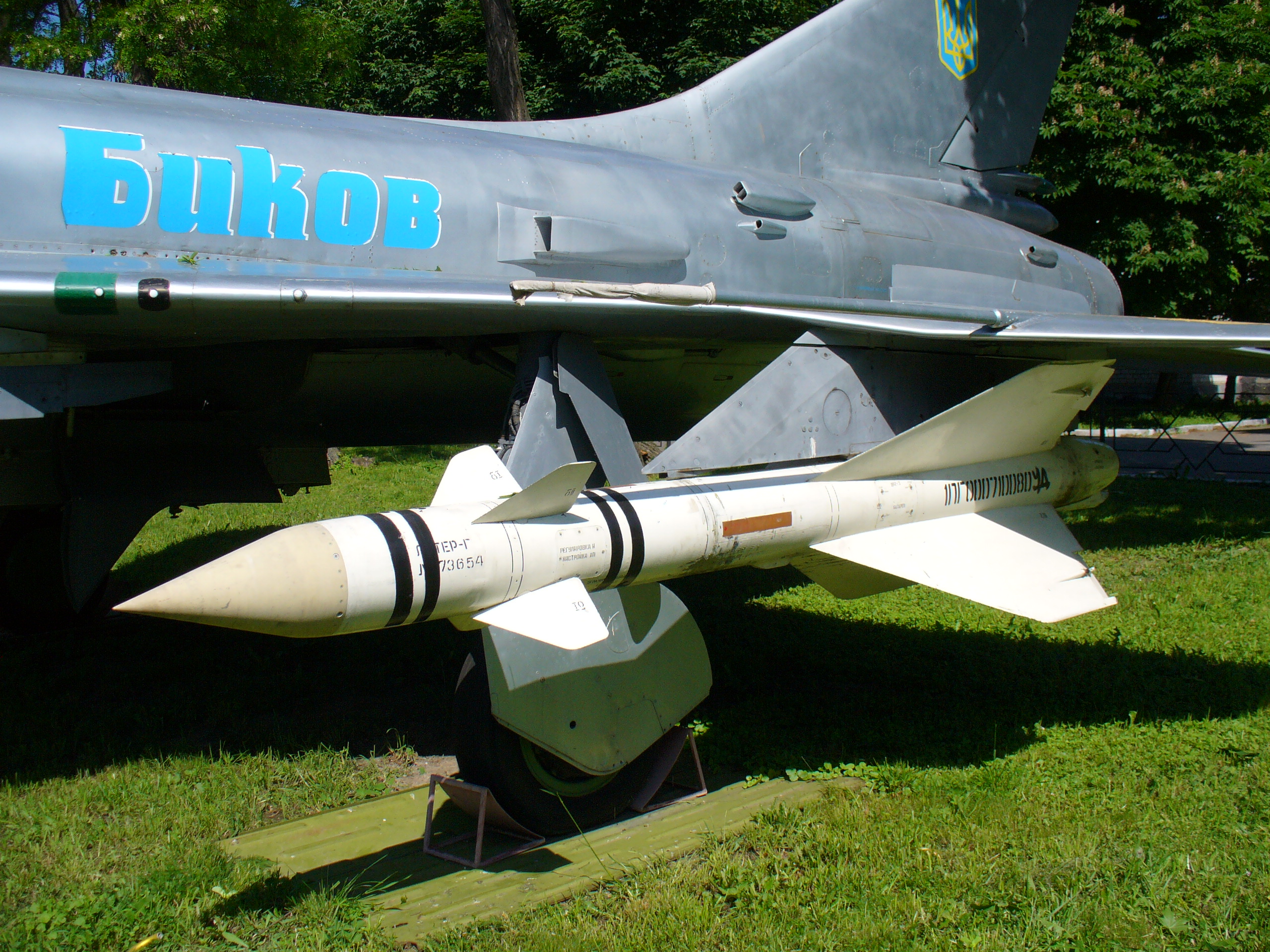
Su-15TM上掛載的R-98中程空對空導彈

- 4x R-98(AA-3)中程空對空導彈